# Josef Schlick
Josef Schlick (* 15. November 1895 in Frankenthal; † 16. Februar 1977 in Mainz) war ein deutscher Unternehmer und Politiker (CDU).

## Leben und Beruf
Nach dem Schulbesuch absolvierte Schlick eine technische und kaufmännische Ausbildung im Pumpen- und Armaturenbau. Während seiner Jugendzeit engagierte er sich in der Jugend- und Sportbewegung sowie in der Christlichen Gewerkschaft. Er wurde 1917 als Verkaufskorrespondent in der Frankenthaler Maschinenindustrie beschäftigt, arbeitete von 1920 bis 1922 als Verkaufsleiter in einer Armaturenfabrik in Frankfurt am Main und war dann bis 1925 als Abteilungsleiter in einer Röhren- und Armaturengroßhandlung tätig. 1925 war er zunächst Mitbegründer einer Großhandlung für Armaturen und Pumpen in Frankfurt am Main, 1954 dann Gründer und Mitinhaber eines Großhandelsunternehmens für Zentralheizungsbedarf in Mainz-Gonsenheim.

## Partei
Schlick beteiligte sich 1945 an der Gründung der CDP, aus der 1946 der rheinland-pfälzische Landesverband der CDU hervorging. Er war seit 1946 Vorsitzender des CDU-Kreisverbandes Alzey, wurde 1949 in den Landesvorstand der CDU Rheinland-Pfalz gewählt und fungierte von 1950 bis 1968 als Vorsitzender des CDU-Bezirksverbandes Rheinhessen. Außerdem war er Mitglied im Bundesparteiausschuss der Christdemokraten.

## Abgeordneter
Schlick wurde 1946 in den Kreistag des Kreises Alzey gewählt. Er war 1946/47 zunächst Mitglied der Beratenden Landesversammlung des Landes Rheinland-Pfalz und im Anschluss bis zu seiner Mandatsniederlegung am 4. November 1953 sowie erneut von 1955 bis zu seiner Mandatsniederlegung am 26. September 1957 Mitglied des Rheinland-Pfälzischen Landtages. Hier war er von 1955 bis 1957 stellvertretender Vorsitzender der CDU-Fraktion. Dem Deutschen Bundestag gehörte er von 1953 bis 1965 an. Im Parlament vertrat er den Wahlkreis Mainz.